# Guvernoratul Hajjah
Hajjah (în arabă:حجة) este un guvernorat în Yemen. Reședința sa este orașul Hajjah.